# دائرة الميلية
دائرة الميلية إحدى دوائر ولاية جيجل الجزائرية . عاصمتها هي بلدية الميلية وتضم بلديات : 
- الميلية
- أولاد يحيى

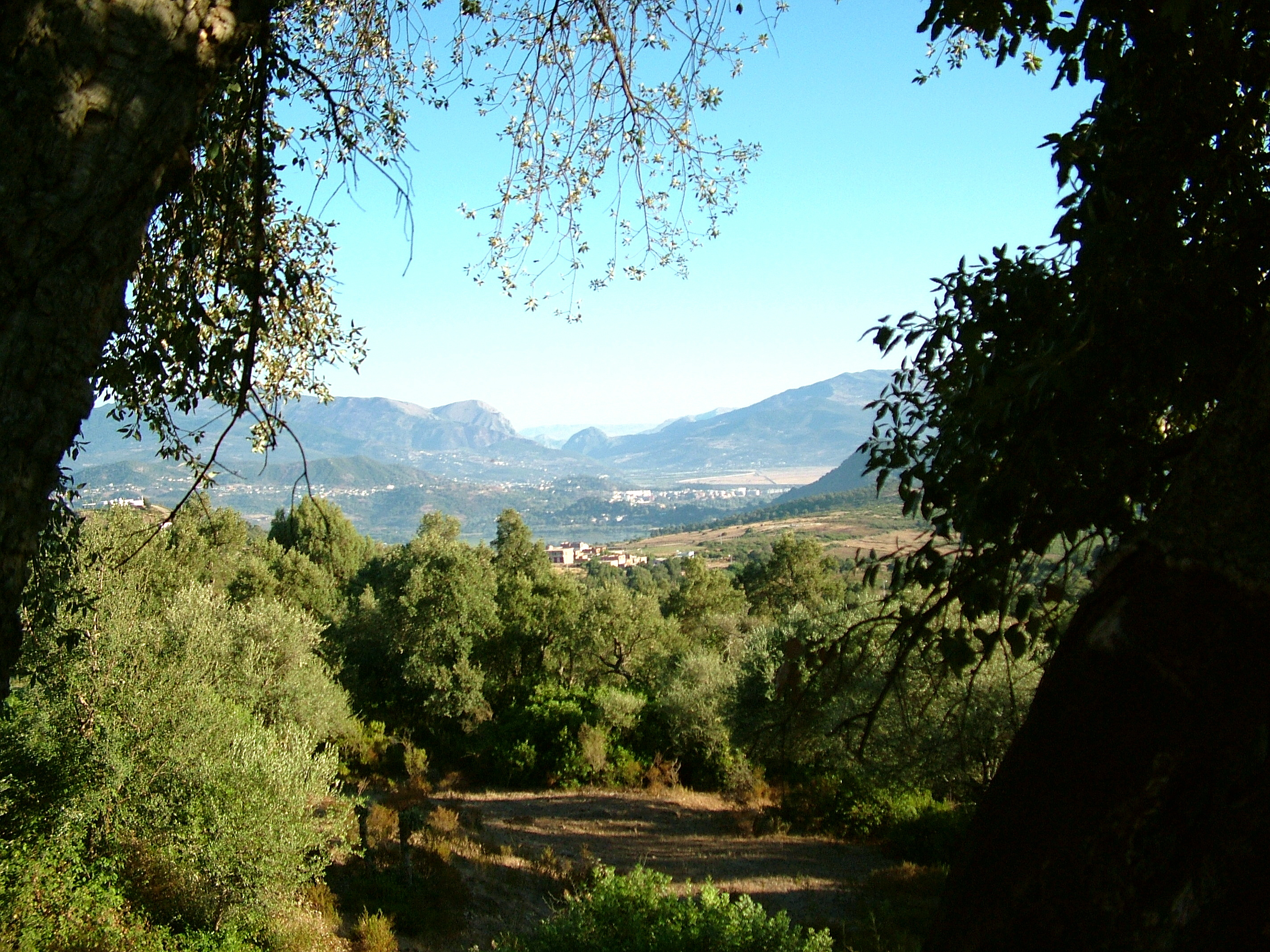
منظر على بلدية الميلية.
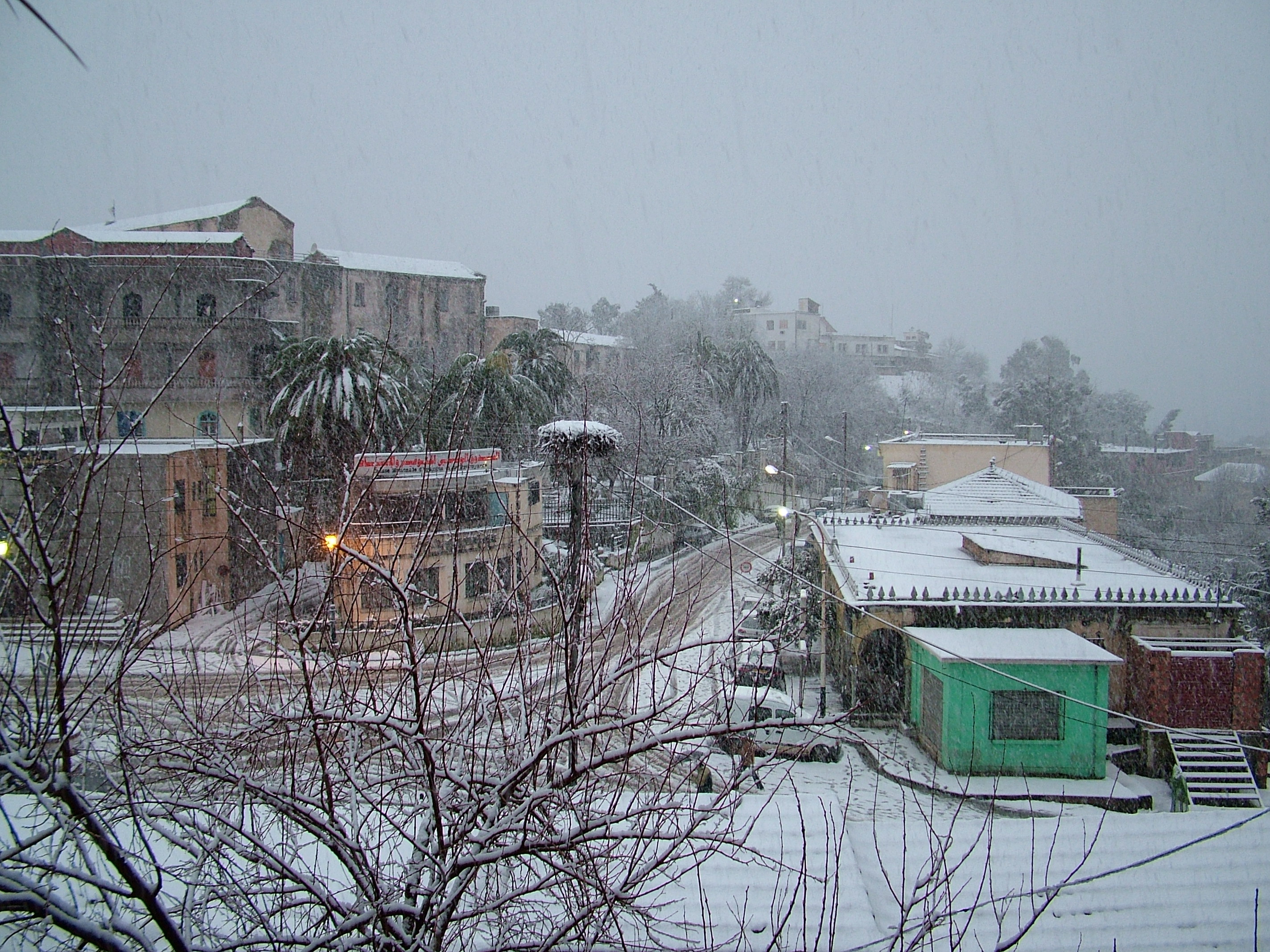
بلدية الميلية الميلية تكسوها الثلوج.